# Раш, Барбара
Барбара Раш (англ. Barbara Rush; 4 января 1927, Денвер — 31 марта 2024, Уэстлейк-Виллидж, Калифорния) — американская актриса, обладательница премии «Золотой глобус» как самый многообещающий новичок среди женщин за роль в научно-фантастическом фильме 1953 года «Оно пришло из далёкого космоса».

## Биография
Барбара Раш родилась в Денвере 4 января 1927 года в семье юриста. Её детство и юности прошли в Санта-Барбаре, где она обучалась в Калифорнийском университете в Санта-Барбаре, в то же время играя в одном из театров Пасадины.
В 1951 году состоялся её кинодебют в фильме «Голдберги», а в 1954 году — стала лауреатом премии «Золотой глобус» в номинации «самый многообещающий новичок среди женщин» за роль в фантастическом фильме «Оно пришло из далёкого космоса». В последующие годы она появилась в фильмах «Капитан Лайтфут» (1955), «Больше чем жизнь» (1956), «О, мужчины, о, женщины!» (1957), «Молодые филадельфийцы» (1959), а к концу десятилетия почти полностью переместилась на телевидение. Среди её телевизионных работ роли в сериалах «Фламинго-роуд», «Пейтон Плейс», «Фантастический остров», «За гранью возможного», «Частный детектив Магнум», «Она написала убийство», «Все мои дети» и «Седьмое небо». Помимо этого актриса играла в театральной гильдии округа Ориндж, Калифорния.
С 1950 по 1955 год Барбара Раш была замужем за актёром Джеффри Хантером, от которого родила сына Кристофера. Её вторым супругом был публицист Уоррен Коуэн, а третьим — Джим Грузальски.
Барбара Раш умерла в доме престарелых в Уэстлейк-Виллидж, Калифорния, 31 марта 2024 года в возрасте 97 лет.

## Награды
- Золотой глобус 1954 — «Самый многообещающий новичок среди женщин» («Оно пришло из далёкого космоса»)